# سييرفا سي.19

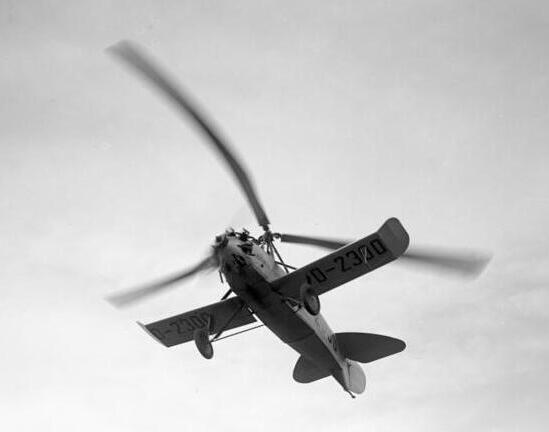
Cieسييرفا سي.19 خلال الطيران

سييرفا سي.Cierva C.19) 19) هي طائرة أوتوجايرو  بريطانية بمقعدين من تصميم الإسباني خوان دي لا سييرفا (ثييرفا). بنيت من قبل شركة أفرو بتسمية أفرو نوع 620. أصبحت من أنجح والأعلى انتاجا من أوائل تصاميم لا سييرفا.

## المتغيرات
- سي. 19 أم كي 1 .واحد من ة ثلاثة نماذج أصلية بمحرك بقوة 60 كيلووات (80 حصان) من نوع ارمسترونغ سايدلي جينيه شعاعي المكبس.  بني ثلاث طائرات منها.
- سي. 19 أم كي 2 – هذا البديل يعمل بمحرك بقوة 78 كيلو واط (105 حصان) نوع ارمسترونغ سايدلي جينيه الرئيسية شعاعي المكبس. بني ثلاث طائرات منها.
  - سي. 19 أم كي 2آي - أم كاي2 .الثاني بتحسين دوار الرأس. بني طائرة واحدة.
- سي. 19 أم كي 3. بني ستة طائرات منها.
- سي. 19 أم كي 4 – نموذج النهائي للإنتاج واستعملت للحصول على التراخيص.بني منها خمسة عشرة طائرة.
- سي. 19 أم كي 5 طائرة تجريبية برأس دوار مائل. بنيتطائرة واحدة
- سي-20 – نسخة ترخيص فوك-وولف بمحرك سيمنز ش 14.
- سي-21 – نسخة ترخيص ليور وأوليفيير. لم تبن.

## المواصفات
الخصائص العامة
- طاقم العمل: one pilot
- السعة: one passenger
- الطول: 18 قدم 0 إنش (5.49 م)
- قطر الدوار الرئيسي:    30 قدم 0 إنش (9.15 م)
- الأرتفاع: 10 قدم 0 إنش (3.05 م)
- منطقة الجناح: 708 قدم2 (65.8 م2)
- الوزن الفارغ: 850 رطل (386 كجم)
- الوزن الإجمالي: 1,400 رطل (635 كجم)
- المحرك: 1 × أرمسترونج سيدلي جينيت الرئيسي I five-cylinder radial, 105 حصان (78 كيلو وات) لكل

الأداء
- السرعة القصوى: 95 ميل/ساعة (153 كم/س)
- المدى: 300 ميل (483 كم)
- معدل الصعود: 500 قدم / دقيقة (2.5 م/ث)